# Pinle
Pinle (birman ပင်လယ်) est un site archéologique birman situé dans le district de Kyaukse, dans la Région de Mandalay. Pinle fut la capitale du royaume de Myinsaing de 1298 à 1312.